# Carewec (obwód Wraca)
Carewec (bułg. Царевец) – wieś w Bułgarii, w obwodzie Wraca, w gminie Mezdra. Według danych szacunkowych Ujednoliconego Systemu Ewidencji Ludności oraz Usług Administracyjnych dla Ludności, 15 września 2023 roku miejscowość liczyła 286 mieszkańców.

## Historia
W dokumentach z czasów powstania cziprowskiego wieś znana jest pod nazwą Właszko seło. Nazwa ta wzięła się stąd, że pasterz z okolic Dunaju przyprowadzał swoje stada i wypasał je w tym miejscu..